# Pterolophia sublobata
Pterolophia sublobata är en skalbaggsart som beskrevs av Stefan von Breuning 1960. Pterolophia sublobata ingår i släktet Pterolophia och familjen långhorningar.
Artens utbredningsområde är Moçambique. Inga underarter finns listade i Catalogue of Life.